# ژان سابلو
ژان سابلو (فرانسوی: Jean Sablon‎; ۲۵ مارس ۱۹۰۶ – ۲۴ فوریهٔ ۱۹۹۴) خواننده، ترانه‌پرداز و بازیگر اهل فرانسه بود.